# 南投縣復臨國際實驗教育機構
南投縣復臨國際實驗教育機構（英語：Taiwan Adventist International School，字面意義「台灣復臨國際學校」），簡稱南投復臨，是一所位於台灣南投縣魚池鄉、經南投縣政府教育處核准設立的非學校型態、美式完全高中寄宿型國際實驗教育機構，該校現與三育基督學院、南投縣私立三育高級中學、新起點健康中心等同是基督復臨安息日會的機構一起使用整片校園。。
南投縣復臨國際實驗教育機構為基督復臨安息日會在全球建立的六千多所學校之一。

## 校史
- 2007年由基督復臨安息日會於三育基督學院校區內籌辦復臨國際學校。
- 2015年獲教育部核准設立，名為南投縣復臨國際實驗教育機構。

## 教職員與學生
南投縣復臨國際實驗教育機構有超過半數的教職員、老師是基督復臨安息日會的信徒，這些信徒講師來自世界各地如英國、美國、新加坡、馬來西亞、菲律賓等國，該校的學生極少部分為台灣原住民，也有少數國際學生一起就讀，整體師生比為1：4，課程不走台灣課綱，以全英文授課的實驗教育為教學特色，是南投第一所核准設立的國際實驗教育機構，也是外交部網站上許可能招收外籍學生入台就讀的實驗教育機構。

## 姊妹校
- 澳門三育中學[8]
- 韓國三育中學[9]

## 外部連結
- 財團法人臺灣基督復臨安息日會臺灣區會 （页面存档备份，存于）
- 南投縣復臨國際實驗教育機構官方網站 （页面存档备份，存于）
- 南投縣復臨國際實驗教育機構Facbook專頁 （页面存档备份，存于）